# Мстислав (місто)
Мстисла́в (біл. Мсці́слаў, Амсьці́слаў) — місто в Могильовській області Республіки Білорусь. Адміністративний центр Мстиславського району. Знаходиться на річці Вихрі, притоці Сожа. Розташоване неподалік від кордону з Росією (13 км), за 95 км від Могильова. Найближча залізнична станція Ходоси на лінії Орша — Кричев розташована за 15 км на захід. Вузол автомобільних доріг.
Також це стародавнє місто називають «Маленький Вільнюс», «Білоруський Суздаль».

## Відомі люди

### Народилися
- Дубнов Шимон Маркович (1860—1941) — історик.
- Забілло Катерина Василівна (1900—1943) — українська військова і громадська діячка.
- Митяєва Лідія Мефодіївна (1923—1996) — українська художниця скла.
- Мініна Ксенія Олександрівна (1941—1997) — радянська російська акторка театру і кіно.
- Ремез Євген Якович (1896—1975) — радянський математик, доктор фізико-математичних наук.
- Шифрін Яків Соломонович (1920—2019) — український радіофізик, доктор технічних наук.
- Юдович Симон Захарович (1907—1999) — український радянський металург, технолог-машинобудівник, педагог, доктор технічних наук.

### Мстиславські воєводи
- граф Єронім Ходкевич (1560 — 1617, Кременець), з 1593 р.[3]
- Фридерик Сапіга (з 1647 р.)
- Ігнацій Сапіга (з 1750 р.)[4]